# Żabin (Banie Mazurskie)
Żabin (deutsch Klein Szabienen, 1936–1938 Klein Schabienen, 1938–1945 Kleinlautersee) ist ein Dorf in der polnischen Woiwodschaft Ermland-Masuren, das zur Landgemeinde Banie Mazurskie (Benkheim) im Powiat Gołdapski (Kreis Goldap) gehört.

## Geographische Lage und Verkehrsanbindung
Żabin liegt zwei Kilometer südlich der polnisch-russischen Staatsgrenze und ist über eine Nebenstraße, die von Banie Mazurskie (Benkheim) an der Woiwodschaftsstraße 650 nach Dąbrówka (Dombrowken) und weiter bis Budry (Buddern) führt, zu erreichen. Ein Bahnanschluss besteht nicht mehr, seit die frühere Reichsbahnstrecke von Angerburg (polnisch: Węgorzewo) nach Goldap mit dem Anschluss Benkheim außer Betrieb genommen wurde.

## Ortsname
Die Entstehung des Ortsnamens ist unsicher
- von *zabin, altslawisch für Frosch, vgl. polnisch żabin[1]
- von einem männlichen prußischen Personennamen Sabine

Vor 1931 kam auch die Ortsbezeichnung Adlig Szabienen in Unterscheidung zu Königlich Szabienen (polnisch: Stary Żabin) vor.

## Geschichte
Klein Szabienen wurde 1539 das erste Mal erwähnt. 1565 bis 1570 wurde eine erste Kirche gebaut, die zunächst für den ganzen südlichen Teil des Kreises Darkehmen zuständig war. 1657 wurde das Dorf wie die ganze Umgebung von Überfällen von Tataren heimgesucht, die Kirche wurde zerstört. Während der großen Pest 1709/1710 starben mindestens die Hälfte des Dorfes. In der Folgezeit kamen Neusiedler in die verlassene Gegend, darunter Litauer und Masuren, später auch Schweizer, Neuenburger, Graubündener und Pfälzer sowie Halberstädter. Im Herbst 1807 und auch noch 1808 wütete die rote Ruhr, an der im Dorf wieder zahlreiche Menschen starben.
Im Jahre 1818 lebten in Klein Szabienen 136 Einwohner, deren Zahl sich bis 1863 auf 233 steigerte. 1874 wurde Klein Szabienen Amtsdorf des Amtsbezirks Szabienen. 1910 zählte es 204 Einwohner.
Am 24. November 1931 erhielt Klein Szabienen die in der Schreibweise veränderte Ortsbezeichnung „Klein Schabienen“. Die Einwohnerzahl betrug 1933 196, und sechs Jahre später 212.
Bei der politisch-ideologisch motivierten Umbenennungswelle am 3. Juni 1938 – amtlich bestätigt am 16. Juli 1938 – erhielt Klein Schabienen den neuen Namen „Kleinlautersee“ und gehörte bis 1945 zum Landkreis Darkehmen (1938–1946 Angerapp) im Regierungsbezirk Gumbinnen der preußischen Provinz Ostpreußen.
Infolge des Zweiten Weltkriegs wurde Kleinlautersee polnisch und gehört jetzt als Ortsteil mit Sitz eines Schulzenamtes zur Gmina Banie Mazurskie im Powiat Gołdapski der Woiwodschaft Ermland-Masuren (1975–1998 Woiwodschaft Suwałki). Hier leben etwas mehr als 200 Einwohner.

## Sehenswürdigkeiten
- Mariä-Geburt-Kirche, 1741 erbaut, mit Altar von um 1680, bis 1945 evangelische Pfarrkirche

## Persönlichkeiten
- Paul Stengel (* 1851 in Szabienen; † 1929 in Berlin), Altphilologe und Gymnasiallehrer